# Om (grup)
Om va ser un grup musical català actiu del 1968 al 1971, liderat pel guitarrista Toti Soler i, en segon pla, pel pianista Jordi Sabatés. En la primera etapa, Om va acompanyar altres músics; així, destaca la gravació de l'acompanyament d'un tema de Maria del Mar Bonet del seu darrer single per a Concèntric, basat en un poema de Palau i Fabre (Jo em donaria a qui em volgués), l'acompanyament a un single de Joe Skladzien i, especialment, el primer dels dos LP que van formar el famós àlbum Dioptria de Pau Riba.

## Discografia
Com a grup Om:
- Single (Vindrà la llum / Waiting of Godot) (Edigsa 1971).[2]
- LP Om (Edigsa 1971) reeditat en CD amb el single com a bonus (PDI 1992, i PICAP 2009) i en vinil (Wah-Wah Records Sound 2010).[3]

Com a banda d'acompanyament d'altres artistes
- Single Maria del Mar Bonet. Jo em donaria a qui em vulgués (Concentric 1969), dins el CD Primeres cançons (Blau-CDM).
- LP Pau Riba. Dioptría I (Concèntric 1969). Reeditat com a doble CD primer por PDI-Edigsa, i remasteritzat per K industria Cultural el 2006.
- Single Joe Skladzien. Home (Concèntric 1970).
- Single Toti Soler. Gent (Sol 1970), dins el CD More andergraun vibrations! (Hundergrum)
- LP Francesc Pi de la Serra. Disc-Conforme (Discophon 1971)